# ナリンゲニン
ナリンゲニン（Naringenin）は、化学式C15H12O5で表されるフラバノンの1種である。ナリルチンやナリンギン、プルニンのアグリコンとして知られる。

## 生理活性
ナリンゲニンは、CYP1A2の阻害剤として作用すると共に、抗変異原性を持つことが示唆されている

。
ナリンゲニンは、C型肝炎ウイルスに感染した肝細胞において、C型肝炎ウイルスが産生されるのを減少させる働きがあるのではないかと示唆されている。これは、ナリンゲニンが持つ、肝細胞からの超低比重リポタンパク質の分泌を阻害する作用の二次作用であると考えられている

。
ナリンゲニンの抗C型肝炎ウイルス効果は、現在臨床研究中である

。
動物実験において、ナリンゲニンは、LDL受容体の欠損マウスを、高脂質食による肥満から守っているように見えた

。
また、ラットでHMG-CoAレダクターゼとACATを抑制し、血液中と肝臓のコレステロール濃度を低下させた

。

## 所在
ナリンゲニンは天然に存在する化合物であり、グレープフルーツ

、オレンジ、トマトなどに含有されている。

## 吸収
ナリンゲニンを経口摂取しても吸収されにくく、最も良い条件でも15％が吸収される程度である。ナリンゲニン-7-グルコシドは、アグリコンであるナリンゲニンよりもさらに吸収が難しいと考えられている

。
それでも、ヒトにおいて、グレープフルーツジュース、オレンジジュース、調理したトマトペーストなどを摂取しても、ナリンゲニンは吸収されることが判っている

。

## 代謝
ナリンゲニン-8-ジメチルアリルトランスフェラーゼは、ジメチルアリル二リンと(-)-(2S)-ナリンゲニンから、二リン酸と8-プレニルナリンゲニン（ソフォアフラバノンB）を生成する。

## 生分解
菌のモデル生物であるCunninghamella elegansは、ナリンゲニンの硫酸化の研究に用いられている

。

## 配糖体
ナリンゲニンの配糖体としては、以下のようなものが知られている。
- ナリルチン（ナリンゲニン-7-O-ルチノシド）
- ナリンギン（ナリンゲニン-7-O-ネオヘスペリドシド）
- プルニン（英語版）（ナリンゲニン-7-O-グルコシド）